# Майборода, Светлана
Светлана Майборода (2 июня 1981, Харьков) — американский математик украинского происхождения, профессор математики Миннесотского университета. Её исследования касаются гармонического анализа и дифференциальных уравнений, в том числе краевых задач для эллиптических уравнений.

## Обучение
Родилась 2 июня 1981 года в Харькове. Окончив Харьковский университет в 2001 году получила два диплома магистра в области финансов и в области прикладной математики. В 2005 году получила степень доктора философии по математике, защитив диссертацию в Университете Миссури под руководством Мариуса Майтреей.

## Научная деятельность
Работала в Австралийском национальном университете, Университете штата Огайо и университете Брауна. С 2008 года работала в университете Пердью, а в 2011 году перешла в университет Миннесоты.
С 2010 по 2015 годы работала научным сотрудником Слоан.
В 2015 году была избрана членом Американского математического общества.
В 2016 году получила звание профессора в университете Миннесоты.

## Награда
В 2013 году завоевала премию Ассоциации для женщин в математике Sadosky за исследования в анализе.